# El Toro (Guanajuato)
El Toro es una localidad del estado mexicano de Guanajuato. Es parte del municipio de Purísima del Rincón.

## Demografía
| Gráfica de evolución demográfica |
|                                  |

| Censo | Población |
| ----- | --------- |
| 1900  | 319       |
| 1910  | 449       |
| 1921  | 351       |
| 1930  | 298       |
| 1940  | 397       |
| 1950  | 329       |
| 1960  | 486       |
| 1970  | 470       |
| 1980  | 644       |
| 1990  | 901       |
| 2000  | 821       |
| 2010  | 959       |
| 2020  | 1 136     |